# Dunedin Thunder
Dunedin Thunder ist ein neuseeländischer Eishockeyclub aus Dunedin, der 2008 gegründet wurde und in der New Zealand Ice Hockey League spielt. Seine Heimspiele trägt der Club im Dunedin Ice Stadium aus.

## Geschichte
Dunedin Thunder wurde 2008 als fünfter Club der New Zealand Ice Hockey League gegründet und war somit das erste Team nach der Ligengründung 2005 das neu aufgenommen wurde. In ihrer ersten Spielzeit wurde die Mannschaft Fünfter und somit Letzter. In den 12 Saisonspielen gelang Dunedin nur ein einziger Erfolg. Die bisher beste Platzierung erreichte das Team 2014 mit dem Erreichen der Finalspiele, die jedoch gegen die Canterbury Red Devils mit 3:4 und 6:14 verloren gingen.